# Papir 2
El Papir 2 és una còpia antiga del Nou Testament en grec i copte. Es tracta d'un fragment de papir d'una còpia de l'evangeli de Joan que data del segle vi. Es troba al Museu Arqueològic Nacional de Florència (inv. Núm. 7134). Hi ha una part de Lluc 7: 22-26.50 en copte al revers del fragment.
El fragment sembla d'un leccionari. El tipus de text és mixt. Aland la va situar a la categoria III.
El nom de la ciutat ιεροσολυμα (Jerusalem) es dona en la variació ιερου [σο] λ̣υ̣ [μα].
Ermenegildo Pistelli va datar el manuscrit al segle V o VI; Ernst von Dobschütz al segle VI o VII.